# Justin Knapp
Justin Anthony Knapp, noto anche con lo pseudonimo di Koavf (Indianapolis, 18 novembre 1982), è un attivista e wikipediano statunitense.
Fu la prima persona in assoluto a superare il milione di modifiche su Wikipedia. A settembre 2021 su Wikipedia in lingua inglese superò i 2 milioni. Rimase al primo posto della classifica dei contributori più attivi di tutti i tempi dal 18 aprile 2012 al primo novembre 2015, quando venne superato da Steven Pruitt.

## Biografia

### Educazione
Knapp frequentò la Covenant Christian High School, dove si iscrisse nel 1997. Si laureò in filosofia e in scienze politiche all'Indiana University – Purdue University Indianapolis.

### Wikipedia

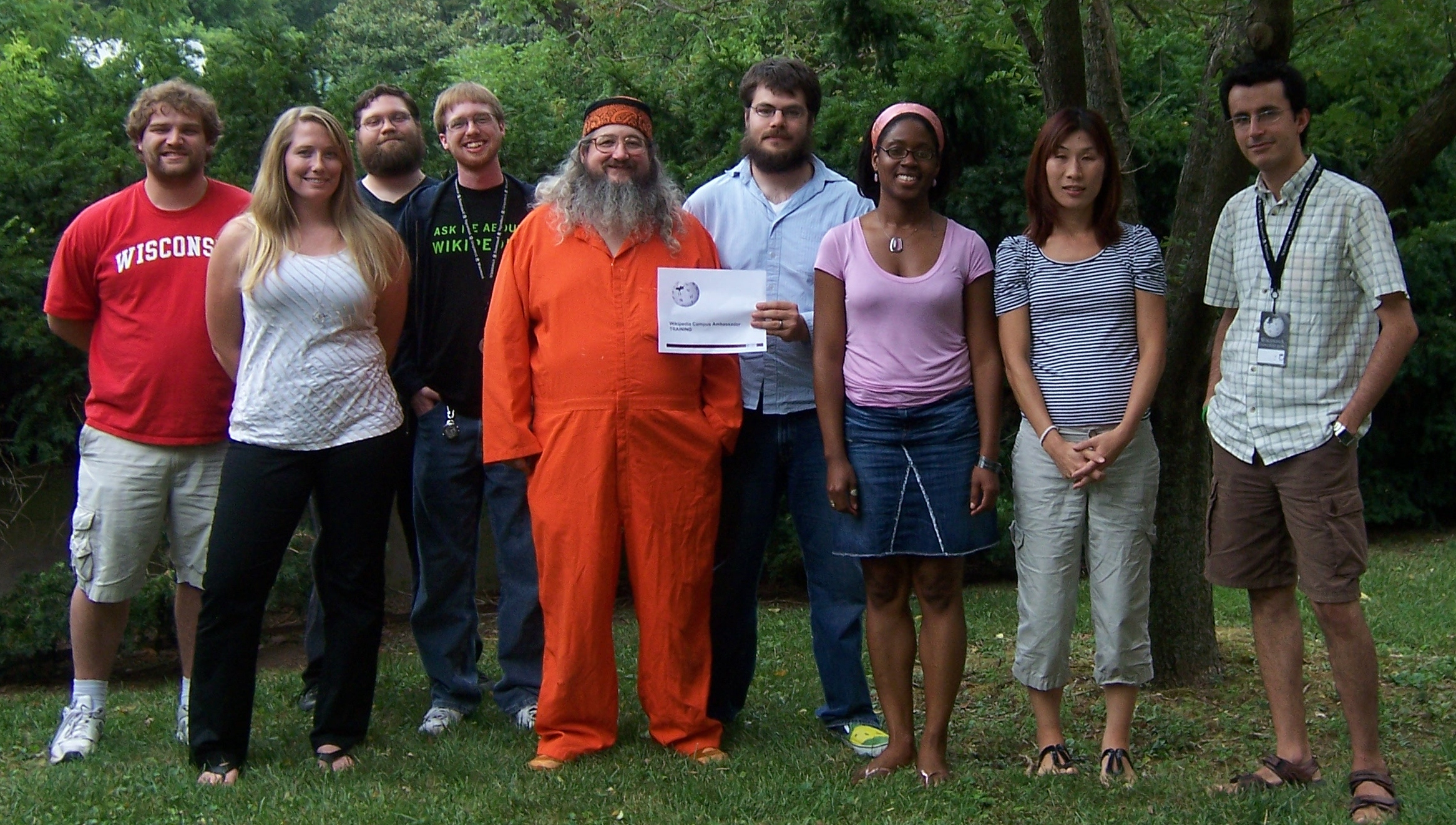
Knapp (terzo da sinistra) in una sessione di formazione su Wikipedia nel 2011

Knapp annunciò la sua milionesima modifica il 19 aprile 2012. A quel tempo, riusciva a mantenere una media di 385 modifiche al giorno da quando si era iscritto nel marzo 2005; commentò tale prolificità in questo modo: "Essere improvvisamente e involontariamente disoccupato ti farà fare questo." Margaret Ferguson, professoressa associata di scienze politiche presso l'Indiana University - Purdue University Indianapolis e una delle docenti di Knapp, disse di non essere sorpresa dalla sua dedizione all'enciclopedia. Nel 2012, il co-fondatore di Wikipedia Jimmy Wales si congratulò con lui Knapp per il suo lavoro e gli conferì il più alto riconoscimento del sito per il suo risultato dichiarando il 20 aprile il Justin Knapp Day. In un'intervista del 2014 di Business Insider, Knapp affermò che «non esiste una giornata tipo» per quanto riguarda la sua attività di Wikipedia e che le sue «modifiche di riferimento sono piccole correzioni di stile e errori di battitura». Disse anche che il numero in calo di utenti dell'enciclopedia «non è necessariamente un problema».
Il suo nome utente su Wikipedia, Koavf, è un acronimo di "King of all Vext Fans", in riferimento a un concorso cui Knapp partecipò per il fumetto Vext negli anni '90. Egli fu un significativo contributore della bibliografia di George Orwell, e apportò molte modifiche che coinvolgevano la categorizzazione degli album attraverso la struttura delle categorie di Wikipedia. Nel 2012, Indianapolis Star riportò che a volte Knapp editava per circa 16 ore al giorno. La mole di modifiche sull'enciclopedia subì una drastica diminuzione il 2 dicembre 2020, quando l'utenza Koavf venne bloccata in maniera indefinita nelle voci di Wikipedia in lingua inglese (ma non nelle pagine di discussione e nelle altre di servizio) per guerra di modifiche.

#### Attivismo
Nel 2005, alla sessantesima assemblea generale della Nazioni Unite, Knapp sostenne il popolo saharawi e parlò della difficile situazione nel Sahara occidentale. Fu anche coinvolto nell'organizzazione della comunità per un raduno di Restore the Fourth nel 2013.

#### Altro
Knapp ha avuto diversi lavori, tra cui fattorino delle pizze per la pizzeria di Indianapolis Just Pizza, inserviente ad un negozio di alimentari e operatore telefonico di una linea diretta d'emergenza.

## Pubblicazioni
- The Grant Shapps Affair Is a Testament to Wikipedia's Integrity and Transparency.  pubblicato da Guardian Media Group per la versione online del The Guardian (23 aprile 2015)
- Engaging the Public in Ethical Reasoning About Big Data in Ethical Reasoning in Big Data: An Exploratory Analysis (ed. Jeff Collman e Sorin Adam Matei), pubblicato da Springer Publishing (aprile 2016) pp. 43–52, ISBN 978-3-319-28422-4 e ISBN 978-3-319-28420-0 DOI: 10.1007/978-319-28422-4_4